# Mont-Cauvaire
Mont-Cauvaire is een gemeente in het Franse departement Seine-Maritime (regio Normandië) en telt 600 inwoners (2004). De plaats maakt deel uit van het arrondissement Rouen.

## Geografie
De oppervlakte van Mont-Cauvaire bedraagt 9,0 km², de bevolkingsdichtheid is 66,7 inwoners per km².
Burgemeester is Emmanuel de Bailliencourt.
De onderstaande kaart toont de ligging van Mont-Cauvaire met de belangrijkste infrastructuur en aangrenzende gemeenten.

## Demografie
Onderstaande figuur toont het verloop van het inwonertal (bron: INSEE-tellingen).